# Musca
Musca o la Mosca es una pequeña constelación del hemisferio celeste sur. La constelación fue creada por Pieter Dirkszoon Keyser y Frederick de Houtman entre 1595 y 1597, y apareció ilustrada por primera vez en un atlas celestial en la obra Uranometria de Johann Bayer de 1603.

## Historia
En el siglo XVII, Johann Bayer introduce la constelación de Apis o la Abeja para cubrir un área del polo sur celeste hasta entonces no cartografiada. Dada su tardía introducción, carece de base mitológica. En 1752, Nicolas-Louis de Lacaille cambia el nombre de Apis a Musca Australis o la Mosca Austral, que era la contrapartida de la desaparecida constelación de Musca Borealis o la Mosca Boreal, la cual se componía de unas pocas estrellas tomadas de la constelación de Aries. Actualmente, esta constelación se conoce simplemente como Musca.

## Características destacables

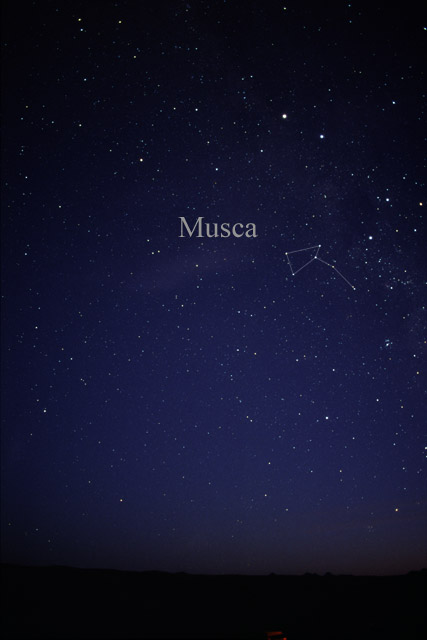
Constelación de Musca

Ninguna estrella de la constelación tiene nombre propio, siendo α Muscae la más brillante. Esta es una variable Beta Cephei de tipo espectral B2IV con una pequeña variación de brillo entre magnitud aparente 2,68 y 2,73. Tiene una temperatura efectiva de 20 400 K y es 4300 veces más luminosa que el Sol.
Le sigue en brillo β Muscae, binaria compuesta por dos estrellas blanco-azuladas de la secuencia principal de tipo espectral B2V y B3V, siendo su período orbital de 194,3 años.
De muy distintas características es δ Muscae, tercera estrella más brillante de Musca. Es una fría gigante naranja de tipo K2III también binaria, habiéndose detectado su duplicidad por el desplazamiento Doppler de sus líneas espectrales.
Aún más fría, ε Muscae es una gigante roja con un radio 116 veces más grande que el del Sol.
θ Muscae es una sistema estelar múltiple compuesto por una binaria espectroscópica —una estrella de Wolf-Rayet y una estrella de tipo O que orbitan entre sí cada 19,1 días—, y una supergigante azul de tipo O9.5I separada unas 100 UA del par interior.
Entre las variables de la constelación están las cefeidas R Muscae y S Muscae. Esta última es una binaria espectroscópica formada por una cefeida clásica —cuya magnitud varía entre +5,89 y +6,49 en un período de 9660 días— y una caliente estrella azul de 17 700 K de temperatura.
HD 111232 es una enana amarilla de tipo G8V pobre en metales ([Fe/H] = -0,45); a su alrededor se ha descubierto un planeta extrasolar —cuya masa es al menos 7,965 veces mayor que la de Júpiter— y un segundo objeto —posiblemente una enana marrón— 18 veces más masivo que Júpiter.

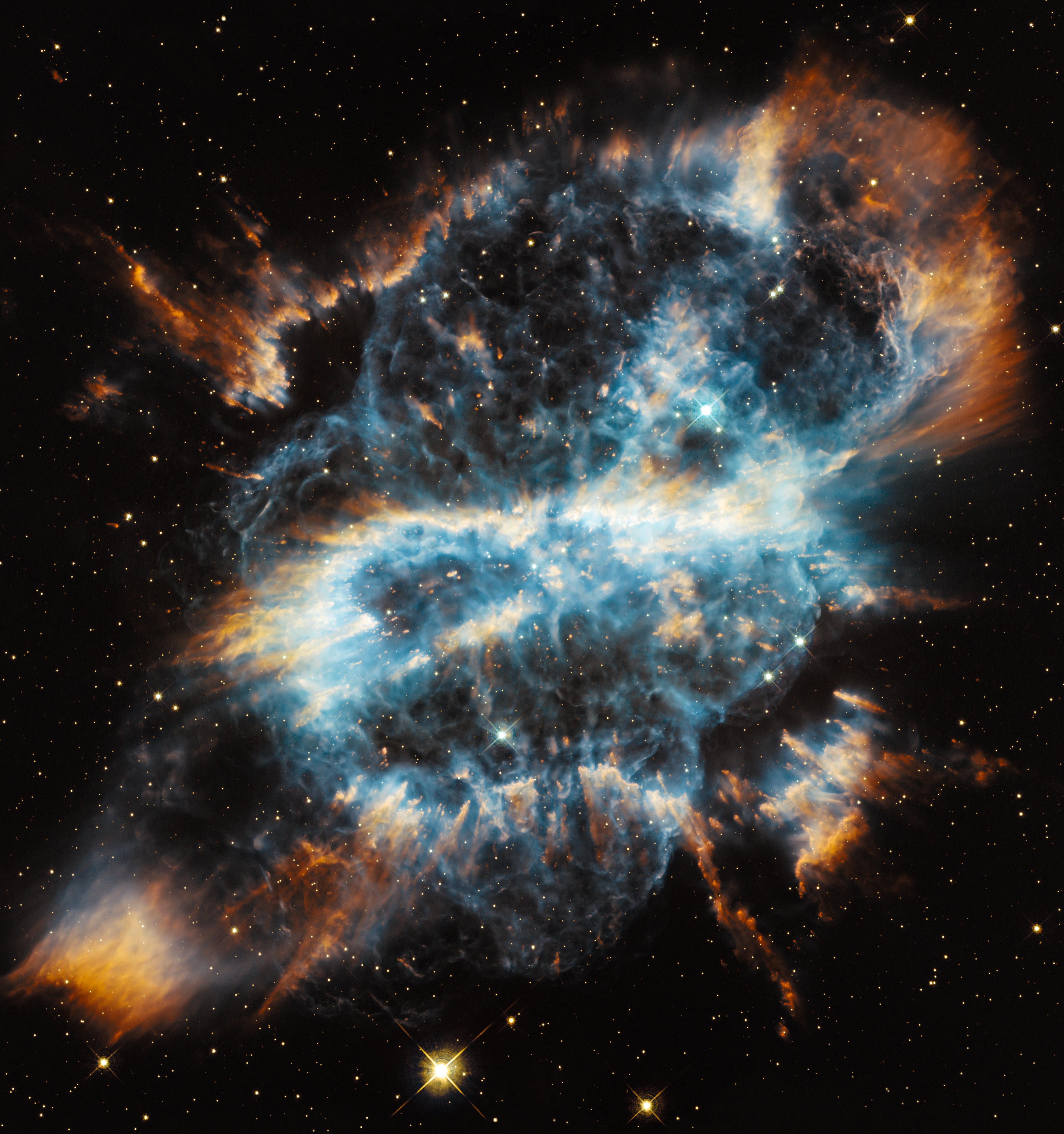
Imagen de NGC 5189 obtenida por el telescopio Hubble

Otro objeto de interés en la constelación es Gliese 440, la cuarta enana blanca más cercana al sistema solar, situada a 15 años luz de distancia. Es de tipo espectral DQ, un tipo poco habitual en cuyo espectro hay evidencia de carbono atómico o molecular. Con una temperatura superficial de 7980 K, su edad estimada, como remanente estelar, es de 1290 millones de años.
En Musca se localiza la nebulosa planetaria NGC 5189, distante 1800 años luz, cuya estructura doble bipolar o tetrapolar se debe a la presencia de una segunda estrella en órbita alrededor de la estrella central.
Otra nebulosa planetaria en la constelación es MyCn 18, llamada también nebulosa Reloj de Arena, distante unos 10 000 años luz. Tiene también un núcleo binario, compuesto por un remanente estelar de 50 000 K de temperatura y una enana roja de tipo espectral M5V, cuyo período orbital es de 18,15 días.
NGC 4463 es un cúmulo abierto distante 3400 años luz que tiene una edad aproximada de 90 millones de años. Está asociado a la joven nebulosa planetaria multipolar Hen 2-86, rica en nitrógeno.
En Musca se localizan dos cúmulos globulares, NGC 4372 y NGC 4833. El primero tiene una edad de 12 500 millones de años y se caracteriza por su peculiar química, ya que es extremadamente pobre en hierro pero sus contenidos de magnesio y titanio son más altos que los solares.
NGC 4833 es un cúmulo masivo pobre en metales ([Fe/H] = -2,02) algo más antiguo que NGC 4372.
Asimismo, esta constelación contiene la fuente de rayos X y rayos gamma GRS 1124-683 (llamada también Nova Muscae 1991) un sistema binario formado por una estrella y un agujero negro que orbitan entre sí cada 10,4 horas. Durante la explosión de 1991, que dio lugar a su descubrimiento, se detectó radiación producida por aniquilación positrónica.

## Estrellas

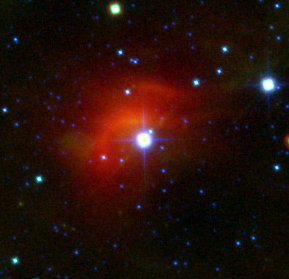
α Muscae, la estrella más brillante de la constelación (datos de unWISE)

### Estrellas principales
- α Muscae, la estrella más brillante de la constelación con magnitud 2,69 tiene color blanco-azulado y es una variable Beta Cephei.
- β Muscae, estrella binaria de magnitud 3,04 formada por dos componentes blanco-azuladas con un período orbital de 383 años.
- γ Muscae, estrella blanco-azulada de magnitud 3,84.
- δ Muscae, estrella gigante naranja de magnitud 3,61 a 91 años luz de la Tierra.
- ε Muscae, gigante roja y variable semirregular cuyo brillo oscila entre magnitud 3,99 y 4,31.
- λ Muscae, estrella binaria cuyas componentes, separadas 36 segundos de arco, tienen magnitudes 3,63 y 12,8.

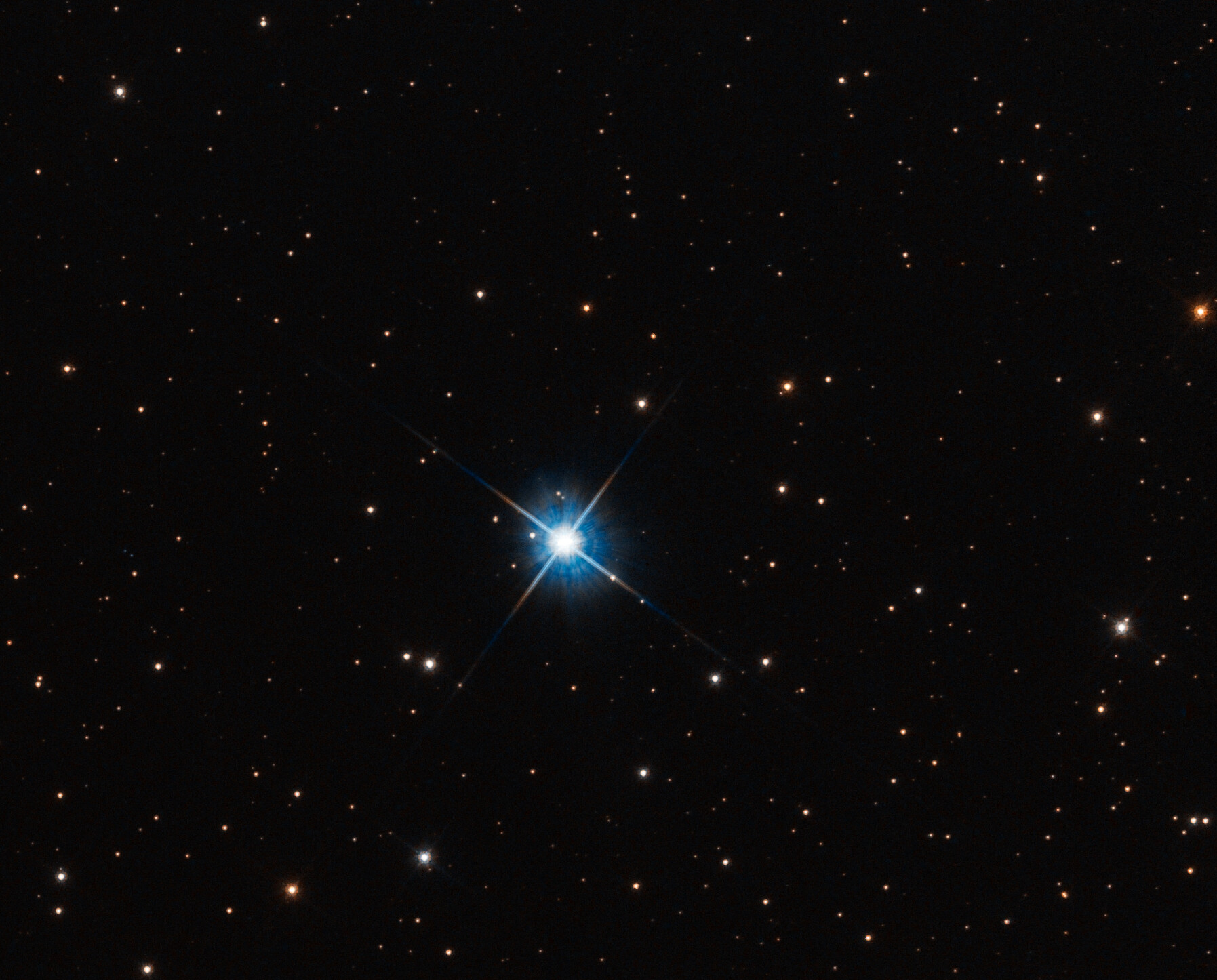
Imagen del telescopio espacial Hubble de Gliese 440

### Otras estrellas con denominación de Bayer
- ζ1 Mus 5,73; ζ2 Mus 5,15; θ Mus 5,44; η Mus 4,79; ι1Mus 5,04; ι2Mus 6,62; μ Mus 4,75.

### Otras estrellas
- R Muscae, variable cefeida cuyo brillo varía entre magnitud 5,93 y 6,73 en un período de 7,51 días.
- S Muscae, también variable cefeida con brillo variable entre 5,89 y 6,49 en un período de 9,66 días.
- EZ Muscae, variable Alfa2 Canum Venaticorum de magnitud 6,19.
- HD 111232, enana amarilla acompañada por un planeta extrasolar y una enana marrón.
- HD 115226, estrella Ap de rápidas oscilaciones (roAp) con una de las mayores amplitudes conocidas entre las estrellas de este tipo.
- HD 115585, estrella amarilla de magnitud 7,42 de elevada metalicidad.
- Gliese 440 (LHS 43), enana blanca situada a 15 años luz del sistema solar.

## Objetos de cielo profundo

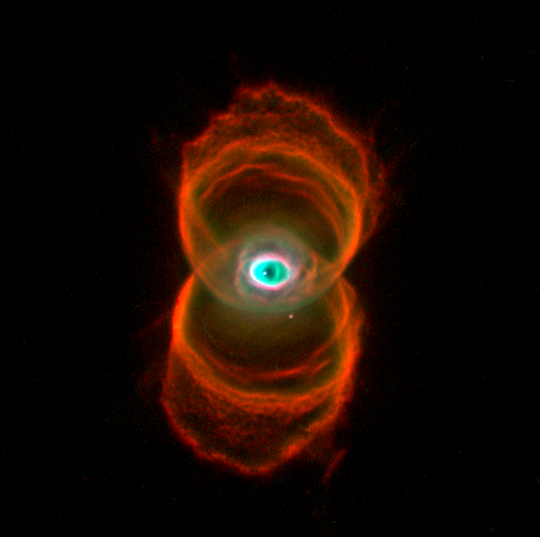
Imagen de la Nebulosa Reloj de Arena obtenida con el Telescopio espacial Hubble

- NGC 5189, nebulosa planetaria con una extraña forma en «S». Su estrella central es una estrella de Wolf-Rayet de baja masa.
- Nebulosa Reloj de Arena (MyCn 18), nebulosa planetaria distante 10 000 años luz del sistema solar.
- NGC 4372, cúmulo globular cuyo contenido en hierro es notablemente bajo. Se encuentra a 18 900 años luz del sistema solar
- NGC 4463, cúmulo abierto. Parece estar asociado a la nebulosa planetaria Hen 2-86.
- NGC 4833, cúmulo globular distante 21 200 años luz.
- Nebulosa oscura Sandqvist 149, formada por regiones de gas y polvo densos, es una de las regiones de formación estelar más cercanas al sistema solar.
- Resto de supernova SNR G299.2-02.9. En rayos X, presenta una compleja morfología con múltiples estructuras en forma de concha.